# Rio Gura Dobrogei
O Rio Gura Dobrogei é um rio da Romênia, afluente do Casimcea, localizado no distrito de Constanţa.